# 大和肉鶏照焼丼
大和肉鶏照焼丼（やまとにくどりてりやきどん）は、奈良県で販売されているご当地丼料理である。

## 概要
奈良県が平城遷都1300年祭の開催を契機に奈良を料理でアピールしようとした企画「奈良のうまいもの」で誕生した創作料理の一つ。
奈良の特産品である「大和肉鶏」や「しょうが漬け」や「粉山椒」を使用している丼料理である。